# Aarão da Bulgária
Aarão ou Arão (em búlgaro:  Арон) (Século X – Dupnitsa, 976) foi um nobre búlgaro, irmão do imperador Samuel da Bulgária e terceiro filho do conde Nicolau, senhor de Sérdica (Sredets). Depois da queda das regiões orientais do império frente à ocupação bizantina em 971, Arão e seus irmãos, David, Moisés e Samuel continuaram a luta nos territórios ocidentais. Eles eram chamados de Cometópulos ("filhos do conde") e governaram juntos o país enquanto os herdeiros legítimos, Bóris II e Romano, estavam presos em Constantinopla. Para isso, dividiram o país em quatro regiões e a capital de Arão era Sérdica, que comandava a principal estrada de Constantinopla para a Europa Ocidental. Ele teve que defender a região das invasões inimigas e atacar os territórios bizantinos na Trácia.

## Traição e morte
Em 976, no início de uma grande campanha contra o Império Bizantino, os dois irmãos mais velhos, David e Moisés, morreram, mas os búlgaros conseguiram grandes vitórias, incluindo a reconquistas do nordeste da Bulgária. Nesta época, o imperador bizantino Basílio II teve que enfrentar tanto os búlgaros quanto a perigosa revolta de Bardas Esclero. Para fazê-lo, Basílio se valeu do método já costumeiro na política externa bizantina: a conspiração.
Ele se concentrou em Arão, que era o mais perigoso rebelde na época, principalmente por sua proximidade da Trácia e por que sua ambição era governar toda a Bulgária sozinho, o que fazia da paz com os bizantinos um ativo importante para ele, pois dar-lhe-ia tempo para consolidar sua posição em casa. O nobre búlgaro pediu a mão da irmão de Basílio e o imperador bizantino concordou, mas tentou enganar Arão enviando-lhe a esposa de um de seus nobres juntamente com o bispo de Sebaste. A tramoia foi descoberta e o bispo acabou assassinado, mas, mesmo assim, as negociações continuaram. No fim, Samuel soube das negociações e mandou matar o irmão com toda sua família em Dupnitsa, poupando apenas o filho mais velho, João Vladislau, que, muitos anos depois, ascenderia ao trono do Império Búlgaro, por intervenção do filho mais velho de Samuel, Gabriel Radomir. Ironicamente, ele seria o assassino de seu salvador 39 anos depois.

## Outra teoria
Porém, há outra versão para origem de Arão. Segundo ela, Simeão I teria tido diversos filhos e, entre eles, João (Ivan), que se casou com uma armênia em Cesareia. Arão e seu irmão Moisés seriam filhos deste casamento.